# Old English Bulldog
Old English bulldog er en uddød hunderace, der var populære i Storbritannien før 1835. Den uddøde i forbindelse med at tyrekampe med hundene blev forbudte. Racen er genskabt af David Leavitt fra England i 1970’erne. Han ønskede at skabe en mere sporty og selskabelig version af den gamle engelske bulldog. Kendetegnene er bl.a. et kraftigt hoved, muskuløs krop og en lang hale. Til at skabe racen brugte han Engelsk Bulldog, Amerikansk bulldog, Pitbull Terrier og Bullmastiff.

## Udseende
Old English Bulldog var kompakt, bred og muskuløs, som afspejlet i det velkendte maleri af Crib og Rosa. Den gennemsnitlige højde var cirka ca. 39 cm, og de vejede omkring 22 kg. Et særligt kendetegn for racen var underkæben der gik betydeligt ud foran overkæben, som muliggjorde et stærkt skruestiksbid. Dette ses krydset ind i Mops for at skabe den moderne dybtliggende næsetype hos bulldog.